# Lessing-Gymnasium (Hohenstein-Ernstthal)
Das Gotthold-Ephraim-Lessing-Gymnasium Hohenstein-Ernstthal (kurz: LGHE) ist das einzige Gymnasium in Hohenstein-Ernstthal. Es hat ein künstlerisches, naturwissenschaftliches und ein sprachliches Profil. Von den rund 800 Schülern sind etwa 52 Prozent weiblich. Der Namensgeber der Schule ist der Dichter Gotthold Ephraim Lessing.

## Schulgebäude
Die Schule besteht derzeit aus drei Gebäuden mit insgesamt 53 Fachräumen, davon vier Computerkabinette. Außerdem wird seit dem Schuljahr 2012/13 das Gebäude der ehemaligen Pestalozzi-Grundschule in ca. 0,3 km Entfernung vom Hauptgebäude als Außenstelle genutzt. Dort sind zurzeit in fünf zusätzlichen Unterrichtsräumen die fünften Klassen untergebracht. Im Jahr 2004 wurden Fördermittel in Höhe von 4,84 Millionen Euro zur Sanierung der gesamten Schule ausgegeben. Seit Oktober 2007 ist der Umbau der drei Gebäude abgeschlossen. Im Zuge der Renovierungsarbeiten wurde das Lessing-Gymnasium zu einer barrierefreien (behindertengerechten) Ganztagsschule ausgebaut. Alle drei Gebäude sind daher mit Fahrstühlen ausgestattet.

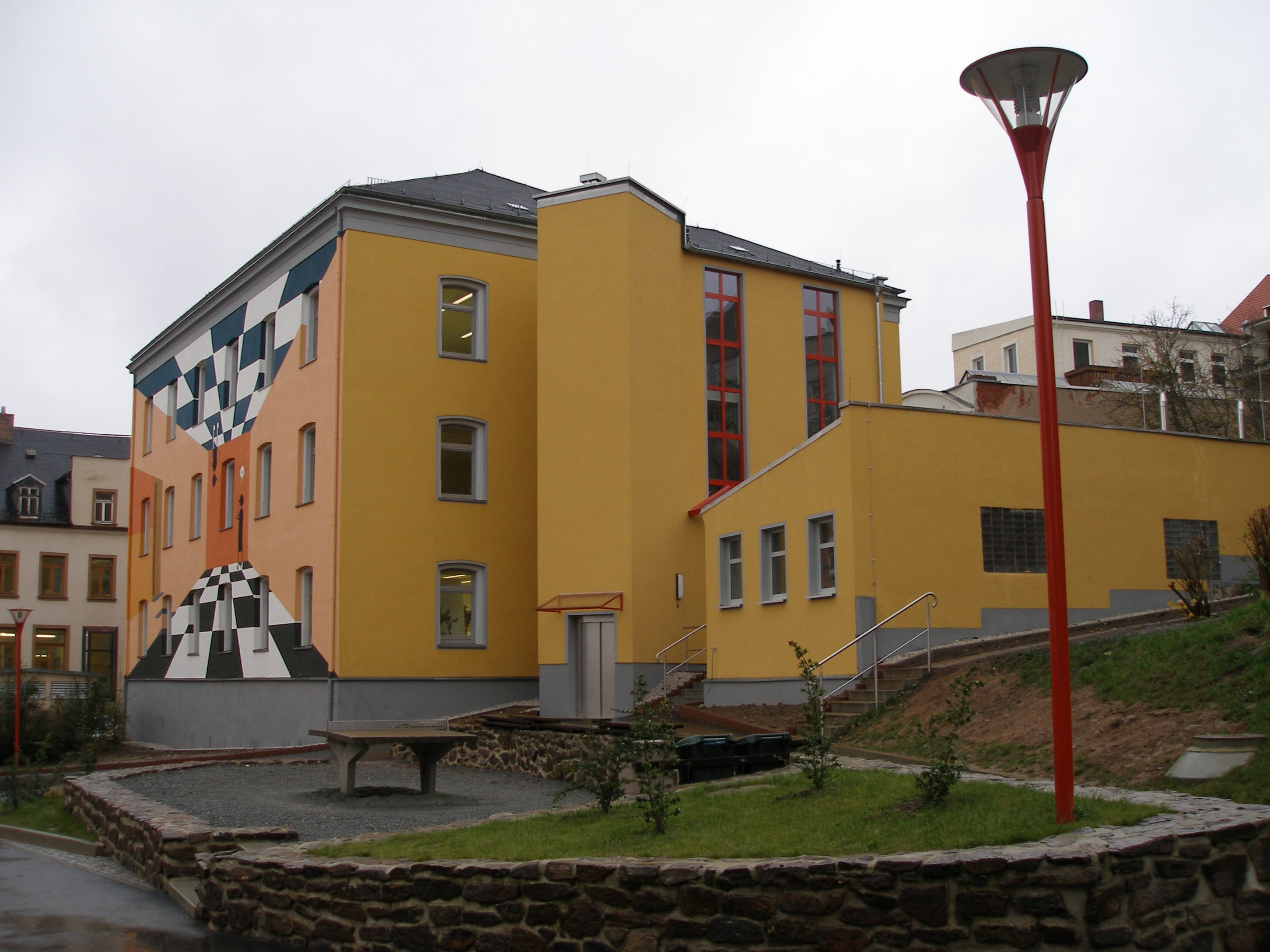
Gebäude 1 (Fertigstellung Oktober 2007)
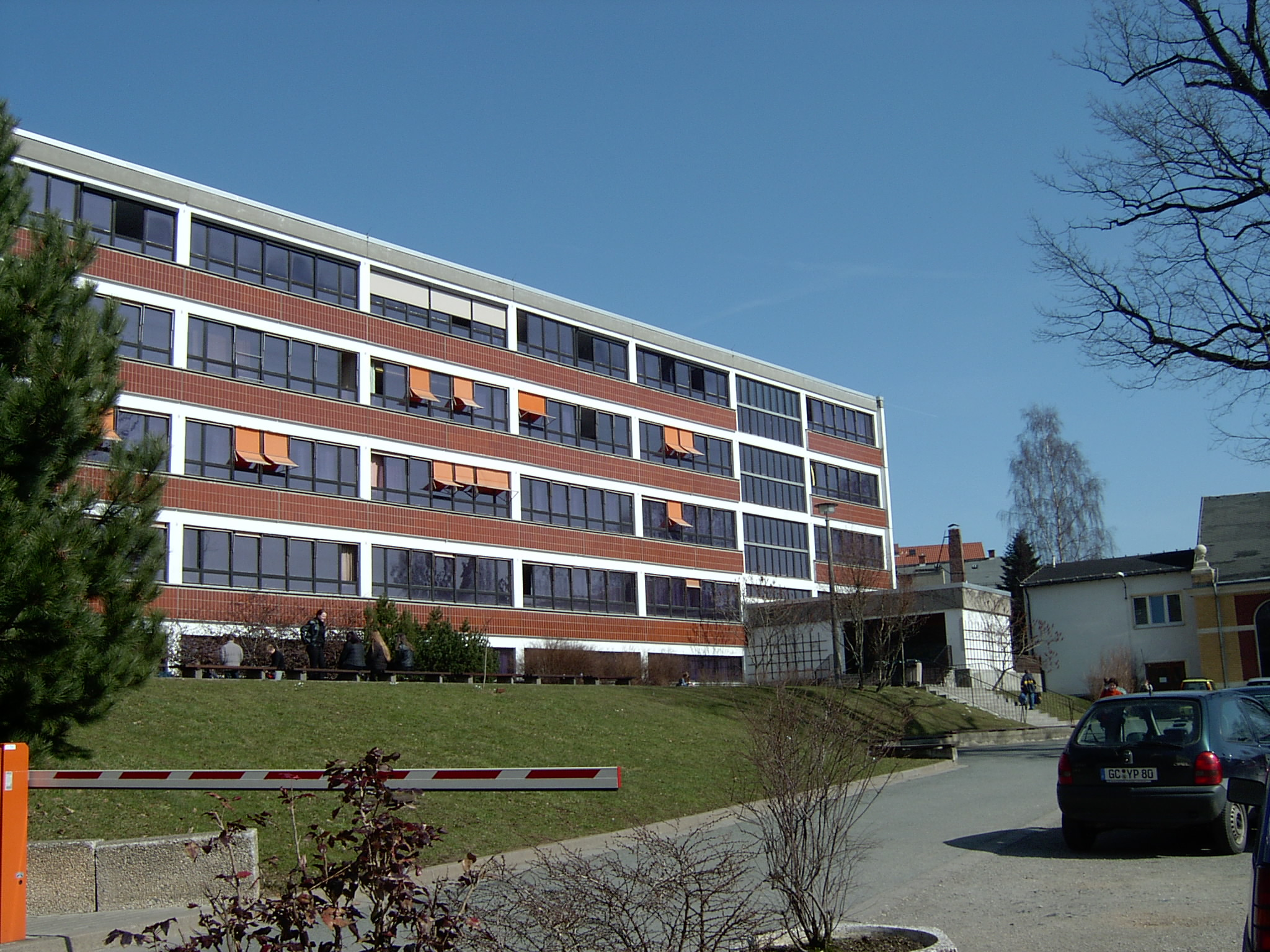
Hauptgebäude vor der Renovierung (2003)
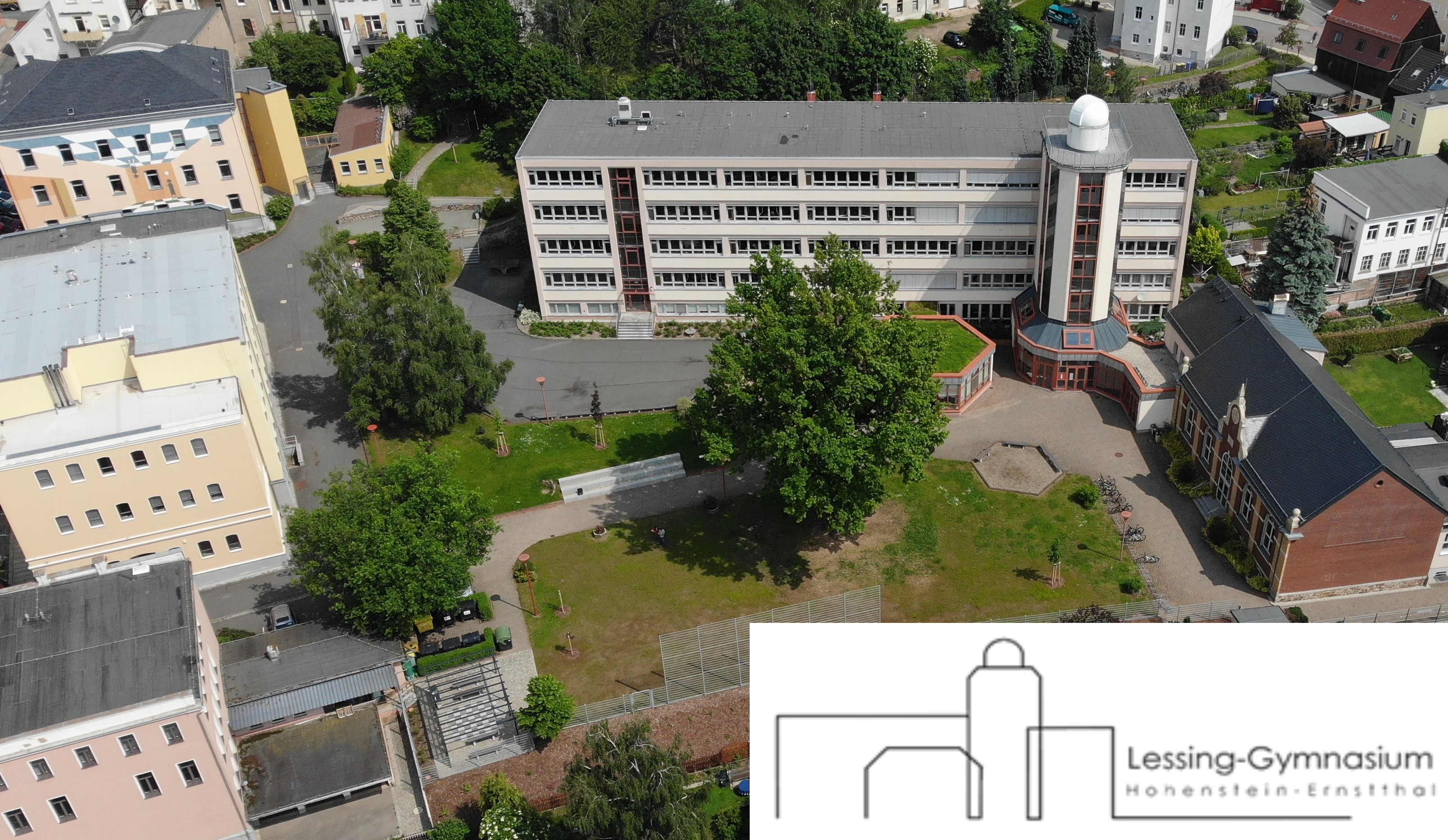
Gelände mit Schulgebäuden (2021)

In rund einem Kilometer Entfernung befindet sich die 2003 erbaute neue Dreifelder-Sporthalle (HOT-Sportzentrum).
Von 2005 bis 2018 hatte die Schule eine ausschließlich von Schülern betriebene Cafeteria namens „Chillout“. Seit 2018 wird diese wieder in Eigenbetrieb geführt. Neben „Chillout“ entstand auch eine neue Sternwarte auf dem Dach des Hauptgebäudes, welche (für das naturwissenschaftliche Profil und Astronomie) genutzt wird.

### Fachliche Ausstattung
Seit Sommer 2007 bestehen vier Computerräume, von denen zwei mit moderneren Computern ausgestattet sind und mehrere Medienräume, die die Schüler selbständig nutzen können. Auch gibt es seit 2005 ein Sprachlabor, wo Fremdsprachen interaktiv gelehrt werden können.
Seit der Rekonstruktion gibt es ein Haus der Naturwissenschaften in dem für Physik, Biologie und Chemie jeweils drei bzw. zwei Fachräume existieren.
Für Musik stehen drei Räume mit Klavieren und Hi-Fi-Anlagen zur Verfügung. Kunst, Geschichte, Gemeinschaftskunde, Ethik und Religion sind in einem speziellen Gebäude untergebracht.
Seit den Sommerferien 2017 gibt es im naturwissenschaftlichen Gebäude moderne interaktive Tafeln mit Touch. Seit dem Schuljahr 2021/22 gibt es auch in den anderen Gebäuden des Gymnasiums interaktive Tafeln.

## Pädagogik
Im Lessing-Gymnasium werden vier Fremdsprachen unterrichtet. Ab der 5. Klasse lernen alle Schüler Englisch als erste Fremdsprache. In der Oberstufe kann das Cambridge First Certificate of English abgelegt werden. In der 6. Klasse wählen die Schüler Französisch oder Russisch als zweite Fremdsprache. Von der 8. bis zur 10. Klasse gibt es Profilunterricht, wobei hier die Wahl zwischen naturwissenschaftlichem Profil mit Ausrichtung auf Physik, Chemie und Biologie, sprachlichem Profil mit Spanisch als dritter Fremdsprache und dem künstlerischen Profil mit Spezialisierung auf Kunst, Musik und Darstellendem Spiel besteht. Im naturwissenschaftlichen und künstlerischen Profil werden auch informatische Kenntnisse vermittelt.
Das Gymnasium ist eine Erprobungsschule der neuen Lehrpläne in Sachsen von 2004. Sie wurden hier schon ein Jahr früher als in den übrigen Schulen angewandt, so wurden im Schuljahr 2007/08 die elften Klasse nach den neuen Lehrplänen unterrichtet.

## Öffentlichkeitsarbeit
Seit 2005 besteht eine Partnerschaft mit der Schule in Bourganeuf in Frankreich. In den achten bzw. neunten Klassen findet regelmäßig eine Sprachreise nach Swansea in Wales statt, während der die Schüler in Gastfamilien untergebracht sind. Auch einen Talente-Treff, der meist im März in der Aula stattfindet, beherbergt das Lessing-Gymnasium. Die seit 1992 bestehenden Schulchöre (Nachwuchs-Chor, gemischter Chor, Kammerchor und seit 2001 der Chor der Ehemaligen) veranstalten alljährlich zwei Weihnachtskonzerte und ein Jahreskonzert. Seit 2005 wird jährlich eine Spendenveranstaltung im Rahmen des Red Nose Day ausgetragen. Ein eigener Förderverein des Lessing-Gymnasiums besteht seit 1998 und hat als Ziel, die Entwicklung und Förderung der Schule aktiv zu unterstützen.